# Спаський Олександр Миколайович
Олександр Миколайовичч Спаський (нар. 1960, тепер Донецька область) — український діяч, головний лікар Новомихайлівської дільничої лікарні Мар'їнського району Донецької області. Народний депутат України 1-го скликання.

## Біографія
Народився у родині робітників.
Закінчив Донецький державний медичний інститут, лікар-педіатр.
З 1980-х років — головний лікар Новомихайлівської дільничої лікарні Мар'їнського району Донецької області.
4.03.1990 року обраний народним депутатом України, 1-й тур, 63,11 % голосів, 2 претенденти. Член Комісії ВР України у справах молоді.